# 16355 Buber
16355 Buber este un asteroid din centura principală, descoperit pe 29 octombrie 1975, de Freimut Börngen.